# Vuelta a Suiza 2005
La Vuelta a Suiza 2005 fue la 69.ª edición de la carrera, puntuable para la UCI ProTour, que se disputó entre el 11 y el 19 de junio de 2005, para un recorrido total de 1 354,8 km con salida en Schaffhausen y llegada a Ulrichen. El español Aitor González del equipo Euskaltel-Euskadi se adjudicó la carrera con un tiempo de 33h 08'51".

## Etapas
| Etapa | Fecha       | Recorrido                      | km    | Vencedor de la etapa | Líder          |
| ----- | ----------- | ------------------------------ | ----- | -------------------- | -------------- |
| 1.ª   | 11 de junio | Schaffhausen > Weinfelden      | 169,9 | Bernhard Eisel       | Bernhard Eisel |
| 2.ª   | 12 de junio | Weinfelden > Weinfelden (CRI)  | 36    | Jan Ullrich          | Jan Ullrich    |
| 3.ª   | 13 de junio | Abtwil > St. Anton am Arlberg  | 154,2 | Bradley McGee        | Jan Ullrich    |
| 4.ª   | 14 de junio | Vaduz > Zurzach                | 208,2 | Robbie McEwen        | Jan Ullrich    |
| 5.ª   | 15 de junio | Zurzach > Altdorf              | 172,4 | Michael Albasini     | Jan Ullrich    |
| 6.ª   | 16 de junio | Bürglen > Arosa                | 158,7 | Chris Horner         | Michael Rogers |
| 7.ª   | 17 de junio | Einsiedeln > Lenk im Simmental | 192,8 | Linus Gerdemann      | Michael Rogers |
| 8.ª   | 18 de junio | Lenk im Simmental > Verbier    | 162,2 | Pablo Lastras        | Michael Rogers |
| 9.ª   | 19 de junio | Ulrichen > Ulrichen            | 100,4 | Aitor González       | Aitor González |

## Detalles de la etapa

### 1.ª etapa
- 11 de junio: Schaffhausen > Weinfelden – 169,9 km[1]

Resultados
| Pos. | Corredor       | Equipo       | Tiempo   |
| ---- | -------------- | ------------ | -------- |
| 1    | Bernhard Eisel | F. des Jeux  | 4h00'07" |
| 2    | Tom Boonen     | Quick Step   | s.t.     |
| 3    | Peter Wrolich  | Gerolsteiner | s.t.     |

| Pos. | Corredor       | Equipo       | Tiempo   |
| ---- | -------------- | ------------ | -------- |
| 1    | Bernhard Eisel | F. des Jeux  | 3h59'57" |
| 2    | Tom Boonen     | Quick Step   | a 4"     |
| 3    | Peter Wrolich  | Gerolsteiner | a 6"     |

### 2.ª etapa
- 12 de junio: Weinfelden > Weinfelden – CRI – 36 km[2]

Resultados
| Pos. | Corredor       | Equipo      | Tiempo |
| ---- | -------------- | ----------- | ------ |
| SQ   | Jan Ullrich    | T-Mobile    | 44'06" |
| 2    | Bradley McGee  | F. des Jeux | a 15"  |
| 3    | Michael Rogers | Quick Step  | a 18"  |

| Pos. | Corredor       | Equipo      | Tiempo   |
| ---- | -------------- | ----------- | -------- |
| SQ   | Jan Ullrich    | T-Mobile    | 4h44'19" |
| 2    | Bradley McGee  | F. des Jeux | a 12"    |
| 3    | Michael Rogers | Quick Step  | a 18"    |

### 3.ª etapa
- 13 de junio: Abtwil > St. Anton am Arlberg (Austria) – 154,2 km[3]

Resultados
| Pos. | Corredor         | Equipo      | Tiempo   |
| ---- | ---------------- | ----------- | -------- |
| 1    | Bradley McGee    | F. des Jeux | 3h46'51" |
| 2    | Mirko Celestino  | Domina Vac. | s.t.     |
| 3    | Patrik Sinkewitz | Quick Step  | s.t.     |

| Pos. | Corredor       | Equipo      | Tiempo   |
| ---- | -------------- | ----------- | -------- |
| SQ   | Jan Ullrich    | T-Mobile    | 8h31'10" |
| 2    | Bradley McGee  | F. des Jeux | a 2"     |
| 3    | Michael Rogers | Quick Step  | a 18"    |

### 4.ª etapa
- 14 de junio: Vaduz (Liechtenstein) > Zurzach – 208,2 km[4]

Resultados
| Pos. | Corredor       | Equipo    | Tiempo   |
| ---- | -------------- | --------- | -------- |
| 1    | Robbie McEwen  | Davitamon | 4h42'40" |
| 2    | Daniele Colli  | Liquigas  | s.t.     |
| 3    | Aurélien Clerc | Phonak    | s.t.     |

| Pos. | Corredor       | Equipo      | Tiempo    |
| ---- | -------------- | ----------- | --------- |
| SQ   | Jan Ullrich    | T-Mobile    | 13h13'50" |
| 2    | Bradley McGee  | F. des Jeux | a 2"      |
| 3    | Michael Rogers | Quick Step  | a 18"     |

### 5.ª etapa
- 15 de junio: Zurzach > Altdorf – 172,4 km[5]

Resultados
| Pos. | Corredor         | Equipo       | Tiempo   |
| ---- | ---------------- | ------------ | -------- |
| 1    | Michael Albasini | Liquigas     | 3h48'01" |
| 2    | Grégory Rast     | Phonak       | s.t.     |
| 3    | René Haselbacher | Gerolsteiner | s.t.     |

| Pos. | Corredor       | Equipo      | Tiempo    |
| ---- | -------------- | ----------- | --------- |
| SQ   | Jan Ullrich    | T-Mobile    | 17h02'29" |
| 2    | Bradley McGee  | F. des Jeux | a 2"      |
| 3    | Michael Rogers | Quick Step  | a 18"     |

### 6.ª etapa
- 16 de junio: Bürglen > Arosa – 158,7 km[6]

Resultados
| Pos. | Corredor        | Equipo        | Tiempo   |
| ---- | --------------- | ------------- | -------- |
| 1    | Chris Horner    | Saunier Duval | 4h24'43" |
| 2    | Vincenzo Nibali | Fassa Bortolo | a 1'12"  |
| 3    | Michael Rogers  | Quick Step    | a 1'14"  |

| Pos. | Corredor       | Equipo      | Tiempo    |
| ---- | -------------- | ----------- | --------- |
| 1    | Michael Rogers | Quick Step  | 21h28'40" |
| SQ   | Jan Ullrich    | T-Mobile    | a 20"     |
| 3    | Bradley McGee  | F. des Jeux | a 22"     |

### 7.ª etapa
- 17 de junio: Einsiedeln > Lenk im Simmental – 192,8 km[7]

Resultados
| Pos. | Corredor         | Equipo        | Tiempo   |
| ---- | ---------------- | ------------- | -------- |
| 1    | Linus Gerdemann  | Team CSC      | 4h25'00" |
| 2    | Lorenzo Bernucci | Fassa Bortolo | a 4"     |
| 3    | David Etxebarria | Liberty Seg.  | a 14"    |

| Pos. | Corredor       | Equipo      | Tiempo    |
| ---- | -------------- | ----------- | --------- |
| 1    | Michael Rogers | Quick Step  | 25h54'03" |
| SQ   | Jan Ullrich    | T-Mobile    | a 20"     |
| 3    | Bradley McGee  | F. des Jeux | a 22"     |

### 8.ª etapa
- 18 de junio: Lenk im Simmental > Verbier – 162,2 km[8]

Resultados
| Pos. | Corredor       | Equipo        | Tiempo   |
| ---- | -------------- | ------------- | -------- |
| 1    | Pablo Lastras  | Illes Balears | 4h06'09" |
| 2    | Carlos Barredo | Liberty Seg.  | a 16"    |
| 3    | Fabian Wegmann | Gerolsteiner  | s.t.     |

| Pos. | Corredor       | Equipo      | Tiempo    |
| ---- | -------------- | ----------- | --------- |
| 1    | Michael Rogers | Quick Step  | 30h04'33" |
| SQ   | Jan Ullrich    | T-Mobile    | a 20"     |
| 3    | Bradley McGee  | F. des Jeux | a 22"     |

### 9.ª etapa
- 19 de junio: Ulrichen > Ulrichen – 100,4 km[9]

Resultados
| Pos. | Corredor       | Equipo    | Tiempo   |
| ---- | -------------- | --------- | -------- |
| 1    | Aitor González | Euskaltel | 3h03'52" |
| 2    | Fränk Schleck  | Team CSC  | a 46"    |
| 3    | Daniel Atienza | Euskaltel | a 48"    |

| Pos. | Corredor       | Equipo     | Tiempo    |
| ---- | -------------- | ---------- | --------- |
| 1    | Aitor González | Euskaltel  | 33h08'51" |
| 2    | Michael Rogers | Quick Step | a 22"     |
| SQ   | Jan Ullrich    | T-Mobile   | a 1'36"   |

## Clasificaciones finales

### Clasificación general
| Pos. | Corredor         | Equipo        | Tiempo    |
| ---- | ---------------- | ------------- | --------- |
| 1    | Aitor González   | Euskaltel     | 33h08'51" |
| 2    | Michael Rogers   | Quick Step    | a 22"     |
| SQ   | Jan Ullrich      | T-Mobile      | a 1'36"   |
| 4    | Fränk Schleck    | Team CSC      | a 1'41"   |
| 5    | Chris Horner     | Saunier Duval | a 2'02"   |
| 6    | Koldo Gil        | Liberty Seg.  | a 2'49"   |
| 7    | Beat Zberg       | Gerolsteiner  | a 3'47"   |
| 8    | Bradley McGee    | F. des Jeux   | a 4'13"   |
| 9    | Tadej Valjavec   | Phonak        | a 4'28"   |
| 10   | Leonardo Piepoli | Saunier Duval | a 6'01"   |

### Clasificación de la montaña
| Pos. | Corredor             | Equipo        | Puntos |
| ---- | -------------------- | ------------- | ------ |
| 1    | Roberto Laiseka      | Euskaltel     | 58     |
| 2    | Chris Horner         | Saunier Duval | 27     |
| 3    | Koldo Gil            | Liberty Seg.  | 27     |
| 4    | Daniel Atienza       | Euskaltel     | 27     |
| 5    | Luis Pérez Rodríguez | Cofidis       | 23     |

### Clasificación por puntos
| Pos. | Corredor         | Equipo        | Puntos |
| ---- | ---------------- | ------------- | ------ |
| 1    | Bradley McGee    | F. des Jeux   | 42     |
| 2    | René Haselbacher | Gerolsteiner  | 39     |
| 3    | Aurélien Clerc   | Phonak        | 35     |
| 4    | Michael Rogers   | Quick Step    | 32     |
| 5    | Chris Horner     | Saunier Duval | 31     |

### Clasificaciones de las metas volantes
| Pos. | Corredor          | Equipo       | Puntos |
| ---- | ----------------- | ------------ | ------ |
| 1    | Michael Albasini  | Liquigas     | 28     |
| 2    | Grégory Rast      | Phonak       | 11     |
| 3    | Koldo Gil         | Liberty Seg. | 9      |
| 4    | Daniel Schnider   | Phonak       | 9      |
| 5    | Thorwald Veneberg | Rabobank     | 9      |

### Clasificación por equipos
| Pos. | Equipo                | Tiempo    |
| ---- | --------------------- | --------- |
| 1    | Team Gerolsteiner     | 99h44'56" |
| 2    | Phonak                | a 2'33"   |
| 3    | Saunier Duval-Prodir  | a 3'40"   |
| 4    | Team CSC              | a 9'55"   |
| 5    | Liberty Seguros-Würth | a 10'18"  |